# Górska stacja turystyczna „Słowianka”
Górska stacja turystyczna „Słowianka” – prywatna górska stacja turystyczna w Beskidzie Żywieckim, w masywie Romanki, na hali Słowianka, położona na wysokości 856 m n.p.m. nad wsią Żabnica.

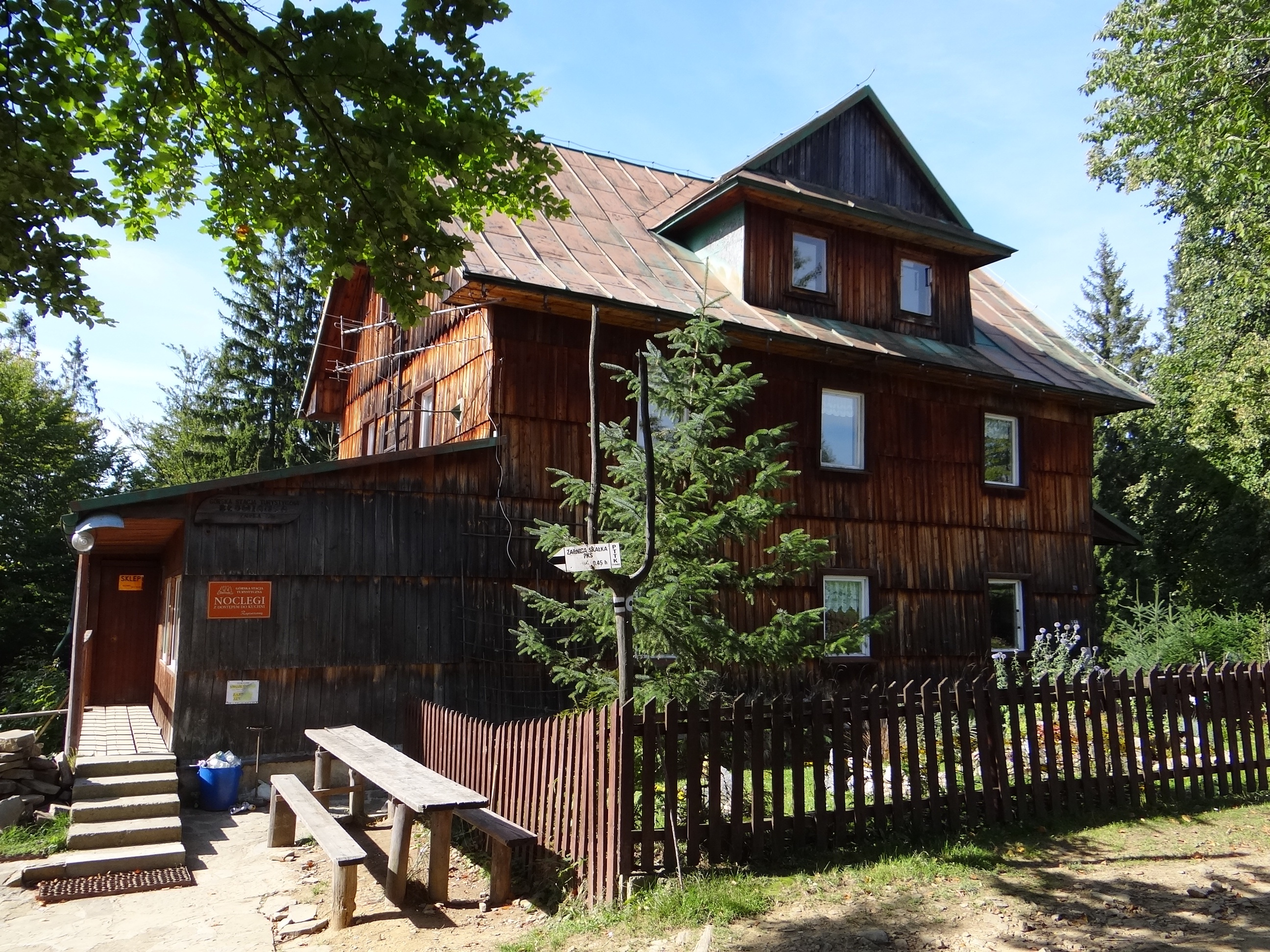
Wejście do stacji

## Warunki pobytu
Stacja mieści się w dwupiętrowym, drewnianym budynku. Posiada 24 miejsca noclegowe, ogólnodostępną kuchnię oraz pełny węzeł sanitarny. W budynku znajduje się sklep spożywczy, serwujący również ciepłe napoje.
Obiekt położony jest dobrym miejscu widokowym na Romankę, Halę Pawlusią i Rysiankę.

## Szlaki turystyczne
– czerwony: Węgierska Górka – Abrahamów – hala Słowianka – hala Pawlusia – Hala Rysianka (Główny Szlak Beskidzki)
 – niebieski: Bystra – Lachowe Młaki – hala Słowianka – Romanka – Kotarnica – Sopotnia Mała
 – czarny: Żabnica Skałka – Hala Słowianka
 szlak rowerowy: Żabnica – hala Słowianka – Cięcina – Żabnica.
 szlak narciarski: Cięcina – Magura – Skała – „Słowianka”